# Liste des députés fédéraux canadiens - N
Cet article contient la liste des députés actuels et anciens à la Chambre des communes du Canada dont le nom commence par la lettre N.
En plus du prénom et du nom du député, la liste contient :
- le parti que le député représentait lors de son élection ;
- le comté et la province où il fut élu.

## Na
- Richard Nadeau, Bloc québécois, Gatineau, Québec
- Joseph-Célestin Nadon, libéral, Gatineau, Québec
- Guillaume-Alphonse Nantel, conservateur, Terrebonne, Québec
- Wilfrid Bruno Nantel, conservateur, Terrebonne, Québec
- Peggy Nash, libéral, Parkdale—High Park, Ontario
- Edward Nasserden, progressiste-conservateur, Rosthern, Saskatchewan
- Henry Nathan, libéral, Victoria, Colombie-Britannique
- Robert Daniel Nault, libéral, Kenora—Rainy River, Ontario

## Ne
- Charles Patrick Neale, Nouveau Parti démocratique, Vancouver-Est, Colombie-Britannique
- Joseph Needham, Crédit social, The Battlefords, Saskatchewan
- David Bradley Neely, libéral, Humboldt, Saskatchewan
- Douglas Charles Neil, progressiste-conservateur, Moose Jaw, Saskatchewan
- Alan Webster Neill, progressiste, Comox—Alberni, Colombie-Britannique
- Hugh Nelson, libéral-conservateur, New Westinster, Colombie-Britannique
- Nels Edwin Nelson, Nouveau Parti démocratique, Burnaby—Seymour, Colombie-Britannique
- Edward Walter Nesbitt, libéral, Oxford-Nord, Ontario
- Wallace Bickford Nesbitt, progressiste-conservateur, Oxford, Ontario
- Elias Nesdoly, Nouveau Parti démocratique, Meadow Lake, Saskatchewan
- Hilaire Neveu, nationaliste, Joliette, Québec
- Louis-Paul Neveu, libéral, Shefford, Québec
- Anita Neville, libéral, Winnipeg-Sud-Centre, Manitoba

## Ni
- Aideen Nicholson, libéral, Trinity, Ontario
- Alexander Malcolm Nicholson, CCF, Mackenzie, Saskatchewan
- Donald Nicholson, conservateur, Queen's, Île-du-Prince-Édouard
- George Brecken Nicholson, unioniste, Algoma-Est, Ontario
- Jack Nicholson, libéral, Vancouver-Centre, Colombie-Britannique
- Rob Nicholson, progressiste-conservateur, Niagara Falls, Ontario
- Dave Nickerson, progressiste-conservateur, Western Arctic, Territoires du Nord-Ouest
- Carl Olof Nickle, progressiste-conservateur, Calgary-Ouest, Alberta
- William Folger Nickle, conservateur, Kingston, Ontario
- Dorise Winifred Nielsen, unitaire, North-Battleford, Saskatchewan
- Erik Nielsen, progressiste-conservateur, Yukon, Yukon
- George Ewart Nixon, libéral, Algoma-Ouest, Ontario

## No - Ny
- Percy Verner Noble, progressiste-conservateur, Grey-Nord, Ontario
- Aurélien Noël, libéral, Outremont—Saint-Jean, Québec
- Rick Norlock, conservateur, Northumberland—Quinte West, Ontario
- Gilbert Normand, libéral, Bellechasse—Etchemins—Montmagny—L'Islet, Québec
- James Norris, libéral, Lincoln, Ontario
- William Barton Northrup, conservateur, Hastings-Est, Ontario
- Joseph William Noseworthy, CCF, York-Sud, Ontario
- George Clyde Nowlan, progressiste-conservateur, Digby—Annapolis—Kings, Nouvelle-Écosse
- Pat Nowlan, progressiste-conservateur, Digby—Annapolis—Kings, Nouvelle-Écosse
- Terence James Nugent, progressiste-conservateur, Edmonton—Strathcona, Alberta
- Osvaldo Núñez, Bloc québécois, Bourassa, Québec
- John Nunziata, libéral, York-Sud—Weston, Ontario
- Terry A. Nylander, progressiste-conservateur, The Battlefords—Meadow Lake, Saskatchewan
- Lorne Nystrom, Nouveau Parti démocratique, Yorkton—Melville, Saskatchewan